# Doce
El doce (12) es el número natural que sigue al once y precede al trece. Es la yuxtaposición del 1 y el 2 y su nombre proviene del latín duodĕcim.

## Matemática
- El 12 es un número compuesto, que tiene los siguientes factores propios: 1, 2, 3, 4 y 6. Como la suma de sus factores es 16 > 12, se trata de un número abundante concretamente el primero antes de 18.
- Es un número altamente compuesto.
- Es un número semiperfecto.
- Es un número de Harshard.
- Un número pentagonal.[2]
- Es un número de Pell.[3]
- Es el número de osculación en 3 dimensiones.
- Hay doce cuadrados latinos de tamaño 3x3.
- Es un término de la sucesión de Padovan.
- Es un número sublime.
- Hay doce grafos transitivos de distancia cúbica.
- El sistema duodecimal es un sistema de numeración de base doce.
- Un número refactorizable.

## Ciencia
- Es el número atómico del magnesio (Mg).
- El grupo 12 de la tabla periódica pertenece a los metales de transición y es denominado también como la familia del zinc.
- Objeto de Messier M12 es un cúmulo globular de la constelación de Ofiuco.
- El cuerpo humano tiene 12 nervios craneales.
- En muchos calendarios, un año tiene 12 meses.
- En el sistema horario de 12 horas, el día (24 horas) se divide en dos secciones: matutino (0 a 12 horas, a las cuales, en este sistema horario, se les suele agregar la locución latina ante meridiem o a. m., «antes del meridiano», es decir, antes de que el Sol pase por el llamado meridiano del lugar) y vespertino-nocturno (12 a 24 horas, a las cuales, nuevamente en este sistema, se les suele agregar la locución igualmente latina post meridiem o p. m., «después del meridiano», es decir, después de que el Sol haya pasado por el meridiano del sujeto). El número 12 es, en este sentido, el «mediodía», justo el momento en que el Sol se halla en el meridiano del sujeto, y esa hora, las 12:00 horas, suele llamarse "12 horas meridiano".
- Es uno de los principales números utilizados en la historia de la humanidad. Su popularidad se debe a que en un año la Luna gira aproximadamente 12 veces alrededor de la Tierra, hecho que ya observaron y conocieron los pueblos primitivos, en la sincronía entre el año solar y los ciclos lunares.[4]

## Usos, significados y peculiaridades diversas
- En la sincronía entre el año solar y los ciclos lunares de ahí que los astrónomos antiguos establecieran más adelante los doce signos del Zodíaco, y que todavía hoy siga siendo habitual comprar productos por docenas.

- Son 12 notas musicales, representando la escala cromática.
- Son 12 categorías en la filosofía kantiana.

- Otro motivo podría ser que comparte con el número siete (otro número considerado importante) la combinación de 2 números, el 4 y 3; en el primer caso, se combinan en una suma (4 + 3 = 7) y en el segundo, en una multiplicación (4 x 3 = 12).[5]

### Significados simbólicos y numerología
- El número 12 tiene muchos significados simbólicos: 12 apóstoles, 12 frutos del Espíritu Santo y 12 estrellas que las representan, 12 horas diurnas y 12 nocturnas en el día, 12 meses del año, 12 signos del Zodíaco, perfecta división del cielo, 12 puertas de la Jerusalén Celeste, 12 frutos del Árbol de la Vida, 12 Hermanos Arvales (antigua cofradía sacerdotal romana).
- Por lo anterior, se le considera el número solar por excelencia y una constante en la cultura mediterránea, símbolo del orden cósmico, de la perfección y de la unidad.
- Lo anterior explica por qué la Bandera de la Unión Europea presenta doce estrellas doradas.
- En la mitología griega, los dioses principales eran 12: Zeus, Hera, Apolo, Afrodita, Atenea, Poseidón, Hefesto, Hermes, Ares, Artemisa, Deméter y Hestia.
- Eran 12 los caballeros de la mesa redonda (Mito Artúrico).
- Los doce es un poema del escritor ruso Aleksandr Blok escrito a principios de 1918, uno de los más reconocidos de su obra y de la poesía rusa en general.
- El patriarca Jacob tuvo doce hijos, que fueron los fundamentos de las doce tribus de Israel. El número 12 parece representar una estructura completa, equilibrada, constituida divinamente. (Gé 35:22; 49:28.) Asimismo, se escogieron doce apóstoles, que forman los fundamentos secundarios de la Nueva Jerusalén, que está edificada sobre Jesucristo. (Mt 10:2-4; Rev 21:14.) También son doce las tribus de “los hijos de Israel”, cada una compuesta de 12 000 miembros. (Rev 7:4-8.)